# Epizeuxis lunulata
Epizeuxis lunulata là một loài bướm đêm trong họ Noctuidae.